# HMS Albemarle (1901)
La HMS Albemarle fu una corazzata pre-dreadnought della classe Duncan della Royal Navy così chiamata per George Monck, I duca di Albemarle. Fu tra le più veloci navi da battaglia al tempo del suo completamento ma divenne sorpassata el 1906 con l'entrata in servizio delle corazzate dreadnought. Comunque, servì nella Grand Fleet nelle pattuglie del nord durante le prime fasi della prima guerra mondiale. Nell'aprile 1916 fu mandata a Queenstown dopo il sollevamento di Dublino. Fu in seguito distaccata a Murmansk, in Russia, per compiti di guardia e rompighiaccio per il rimanente 1916. Al suo ritorno in Inghilterra fu raddobbata e fu messa in riserva per il resto della guerra. Fu radiata nell'aprile 1919 e demolita nel 1920.

## Descrizione tecnica
La HMS Albemarle fu impostata nel cantiere dell'arsenale di Chatham il 1º gennaio 1900 e varata il 5 marzo 1901. Ebbe come madrina Lady Kennedy, moglie dell'ammiraglio sir William Kennedy, comandante in capo del Nore. Fu completata nel novembre 1903.
La Albemarle e le sue cinque sorelle della classe Duncan furono ordinate in risposta agli ampi programmi di costruzione varati da Francia e Russia, particolarmente per le veloci corazzate russe. Furono disegnate come versioni più piccole, più leggere e più veloci della precedente classe Formidable. Si scoprì in seguito che le navi russe non erano così pesantemente armate come si credeva inizialmente e le Duncan le furono quindi molto superiori per il buon bilancio di velocità, potenza di fuoco e protezione.
Il layout della corazza era simile a quello della classe London, con spessore ridotto nelle barbette e nella cintura corazzata.
Le Duncan ebbero 2200 kW di potenza installata più delle Formidable e delle London e furono le prime corazzate britanniche a montare motori a tripla espansione a 4 cilindri. Ebbero anche una diversa carena per aumentare la velocità. Le navi ebbero la reputazione di buone unità da crociera, con una velocità di progetto di 19 nodi e operativa di 18 nodi, ottima manovrabilità ad ogni velocità e rollio dolce. Quando furono completate erano le corazzate più veloci n servizio nella Royal Navy e furono le più veloci pre-dreadnought mai costruite al di fuori della classe Swiftsure.
Ebbero lo stesso armamento sebbene minor dislocamento delle Formidable e London.
Come tutte le pre-dreadnought, la Albemarle fu surclassata dalle corazzate dreadnought che apparvero nel 1906 ma continuò comunque a svolgere azioni in prima linea per tutta la prima parte della prima guerra mondiale.

## Storia operativa

### Prima della guerra
La HMS Albemarle entrò in servizio presso l'arsenale di Chatham il 12 novembre 1903 per servire come nave ammiraglia aggiuntiva nella Mediterranean Fleet. Nel febbraio 1905 fu trasferita alla Channel Fleet per servire come nave ammiraglia in seconda. Il 31 gennaio 1907 fu trasferita all'Atlantic Fleet, servendo anche lì come ammiraglia in seconda.  Sotto il comando del capitano di vascello Robert Falcon Scott ebbe una collisione con la corazzata HMS Commonwealth l'11 febbraio 1907, soffrendo solo danni trascurabili alla prua. Nel gennaio 1909 divenne nave ammiraglia a Gibilterra e fu raddobbata a Malta dal maggio all'agosto dello stesso anno. Nel febbraio 1910 finì definitivamente il suo servizio nell'Atlantic Fleet.
Il 25 febbraio 1910 l'Albemarle fu incorporata alla terza divisione della Home Fleet, con base a Portsmouth. Il 30 ottobre 1911 fu decommissionata per essere sottoposta ad un importante raddobbo presso l'arsenale di Portsmouth, che durò dal gennaio al dicembre 1912.
Alla fine del raddobbo l'Albemarle fu assegnata al 4th Battle Squadron della First Fleet di Portsmouth. Il 15 maggio 1913 l'equipaggio della nave fu ridotto all'osso dato che la nave fu assegnata al 6th Battle Squadron per servire come nave scuola per artiglieri.

### Prima guerra mondiale
Allo scoppio della prima guerra mondiale, nell'agosto 1914, i piani originali erano di riunire l'Albemarle e le corazzate Agamemnon, Cornwallis, Duncan, Exmouth, Russell e Vengeance nel 6th Battle Squadron della Channel Fleet, dove avrebbero dovuto pattugliare la Manica e coprire i movimenti della British Expeditionary Force. Esistevano però anche piani in cui il 6th Battle Squadron doveva essere assegnato alla Grand Fleet. Quando la guerra iniziò, il comandante in capo della Grand Fleet, l'ammiraglio John Jellicoe, richiese che l'Albemarle e le sue quattro gemelle rimanenti della classe Duncan (Cornwallis, Duncan, Exmouth e Russell) fossero assegnate al 3rd Battle Squadron della Grand Fleet con compiti di pattugliamento, al fine di supplire alla mancanza di incrociatori. Il 6th Battle Squadron fu momentaneamente abolito e l'Albemarle si unì al 3rd Battle Squadron a Scapa Flow l'8 agosto 1914 per lavorare con gli incrociatori della Grand Fleet nella Northern Patrol.
L'Albemarle e le sue quattro gemelle della classe Duncan, come anche le corazzate classe King Edward VII, furono temporaneamente trasferite alla Channel Fleet il 2 novembre 1914 per rinforzare la flotta, a causa dell'attività della marina imperiale tedesca nell'area della Manica. Il 13 novembre 1914 le corazzate classe King Edward VII ritornarono alla Grand Fleet, ma l'Albemarle e le altre classe Duncan rimasero con la Channel Fleet, dove il 14 novembre 1914 ricostituirono il 6th Battle Squadron. Questa squadra ricevette l'ordine di bombardare le basi dei sommergibili tedeschi sulla costa belga, usando come base Portland, anche se  il 14 novembre stesso fu trasferita a Dover. Siccome però il porto di Dover non aveva le difese antisommergibile necessarie, la squadra si ritrasferì a Portland il 19 dello stesso mese.
Il 6th Battle Squadron ritornò a Dover nel dicembre 1914 e fu poi trasferito a Sheerness il 30 dicembre dello stesso anno per sostituire il 5th Battle Squadron.
Tra il gennaio e il maggio 1915 il 6th Battle Squadron fu disperso tra altre squadre. L'Albemarle lasciò la squadra nell'aprile 1915 e si unì di nuovo al 3rd Battle Squadron della Grand Fleet. Nell'ottobre 1915 fu raddobbata presso l'arsenale di Chatham.
Nel novembre 1915 l'Albemarle fu distaccata nel  Mediterraneo con una divisione del 3rd Battle Squadron che includeva le corazzate Hibernia (ammiraglia), Zealandia e Russell. Le navi lasciarono Scapa Flow il 6 novembre 1915 ma incontrarono condizioni meteo estremamente dure già la prima notte, nel Pentland Firth. L'Albemarle, sovraccarica di munizioni di riserva, soffrì importanti danni quando fu colpita da due grosse onde di seguito, che distrussero la plancia e la sala di navigazione, spostarono il tetto del torrione di comando e allagarono la torretta principale di prua. Un ufficiale e un marinaio furono dispersi in mare, un altro marinaio rimase ucciso e 3 ufficiali e 16 marinai rimasero gravemente feriti. Due dei marinai gravemente feriti morirono poco dopo. In una lettera dell'8 novembre diretta al Primo lord del mare Henry B. Jackson, il comandante in capo della Grand Fleet John Jellicoe descrisse l'accaduto, dicendo che l'Albemarle stava viaggiando a 16 nodi quando due onde alte come la plancia prodiera riempirono il ponte d'acqua, spazzando il ponte a prua e fracassando la plancia. Accompagnata dalla Zealandia, l'Hibernia assistette la corazzata danneggiata nel suo viaggio verso Scapa Flow, dove arrivò già il 7 novembre per essere riparata e dove subito i feriti furono trasferiti a bordo della nave ospedale Plassey.
Quando le riparazioni furono terminate, nel dicembre 1915, l'Albemarle fu riunita con la Grand Fleet. Divenne così l'unica nave della classe Duncan (oltre alla Montagu, che era affondata prima della guerra) senza servizio in tempo di guerra nel Mediterraneo.
Nel gennaio 1916 l'Albemarle fu distaccata nel Nord della Russia per servire a Murmansk come guardia e rompighiaccio per tenere aperto e sicuro il canale per Arcangelo. A Murmansk servì come ammiraglia per l'ufficiale in comando delle navi britanniche lì distaccate.

#### Disarmo
L'Albemarle ritornò nel Regno Unito nel settembre 1916, per essere disarmata a Portsmouth per formare nuovi equipaggi per navi antisommergibile. Nell'ottobre 1916 iniziò un raddobbo a Liverpool e al completamento, nel marzo 1917, fu assegnata alla divisione di riserva di Devonport. Tra il settembre 1916 e il maggio 1917 i cannoni da 152 mm del ponte di coperta, ospitati in casematte, furono rimossi per essere sostituiti da 4 cannoni da 152 mm del ponte di batteria.

### Dopoguerra
L'Albemarle fu posta in riserva fino all'aprile 1919. Fu utilizzata come nave caserma aggiuntiva presso la base di Devonport e dal 1919 fu assegnata alla scuola di artiglieria.

## Destino finale
L'Albemarle fu posta sulla lista di radiazione nell'aprile 1919 e su quella di vendita nell'agosto 1919. Fu venduta per essere demolita alla Cohen Shipbeaking Company il 19 novembre 1919 e arrivò a Swansea per essere demolita nell'aprile 1920.